# 25658 Bokor
25658 Bokor è un asteroide della fascia principale. Scoperto nel 2000, presenta un'orbita caratterizzata da un semiasse maggiore pari a 2,3330160 UA e da un'eccentricità di 0,1114040, inclinata di 2,54509° rispetto all'eclittica.